# 北潟谷仁
北潟谷 仁（きたがたや ひとし、1947年 - 2022年3月21日）は日本の弁護士。刑事責任能力と司法精神医学の交錯（精神鑑定）をライフワークとする。

## 人物
小樽緑陵高校普通科（小樽商業高等学校の前身）及び立命館大学法学部卒。大学卒業後の1971年、旧司法試験に合格（司法修習26期）。同期に寺田逸郎、園尾隆司、佐藤博史らがいる。1974年弁護士登録（札幌弁護士会）。
1974年、北海道小樽市にて北潟谷法律事務所を開業し、小樽人権擁護委員を歴任。法と精神医療学会理事、千葉大学社会精神保健教育研究センターの法医学アドバイザーをも併任し、医療過誤事件に取り組む。
1989年、札幌弁護士会副会長及び道弁連常務理事に就任し、1990年留任。1992年、国選弁護人として札弁史上最多となる10件の無罪判決を導く。2010年、日弁連刑事弁護センターが設立した死刑事件弁護プロジェクトチームに加わる。
2022年3月21日、死去に伴い弁護士法19条に基づき弁護士名簿取消し。

## 著名な担当事件
- 帝銀事件 - 再審弁護団の1人[16]
- 光市母子殺害事件 - 2007年より弁護団に加わる
- 日本IBM会社分割事件[17]
- 小樽資産家女性殺害事件[18][19]

## 論著
- 『刑事司法と精神鑑定』（現代人文社,2018） ISBN 9784877987084[3][20]
- 「或る医療過誤訴訟－RH式血液型不適合による核黄痘事例」札幌弁護士会会報1986年2月号
- 「帝銀事件被告人平沢貞通の精神鑑定」札幌弁護士会会報1987年5月号
- 「法医・精神鑑定から見た誤判」日弁連人権擁護委員会 編『誤判を語る（第8集）』（日本弁護士連合会人権擁護委員会,1993）
- 「国選弁護の限界－体験的国選弁護論（特集・国選弁護の到達点と課題）」季刊刑事弁護6号48-49頁（1996）
- 「求められる日頃の研鑽（反対尋問・鑑定人に対する尋問（精神鑑定））（特集・実践・尋問技術）」季刊刑事弁護10号74-76頁（1997）
- 「覚せい剤鑑定の問題性－争い方をもう一歩深めるために・鑑定（特集・薬物・覚せい剤事件に強くなる）」季刊刑事弁護12号106-109頁（1997）
- 「精神鑑定における法と医の対話 (特集 精神障害と犯罪)」犯罪心理研究4号11-18頁（1998）
- 「医療過誤の刑事責任」園尾隆司 編『現代裁判法大系 7 医療過誤』（新日本法規出版,1998） ISBN 4788200228
- 「刑事弁護と精神鑑定 (特集 活かそう精神鑑定)」季刊刑事弁護17号27-32頁（1999）
- 「弁護士から見た触法精神障害者処遇の問題点」精神神經學雜誌102巻1号38-42頁（2000）
- 「弁護実務から見た司法精神鑑定と今後への期待 (シンポジアム 司法精神医学の課題と展望)」法と精神医療15号45-77頁（2001）
- 「真犯人(?)の訪問 (特集 刑事弁護をはじめよう!)－(私が新人弁護士だった頃)」季刊刑事弁護28号26-28頁（2001）
- 「精神鑑定と触法精神障害者処遇－本特集の意義（特集・精神鑑定と触法精神障害者処遇）」季刊刑事弁護32巻22頁（2002）
- 保崎秀夫,影山任佐,中谷陽二,浅田和茂,北潟谷仁「司法精神医学と刑事責任能力論の回顧と展望（特集・精神鑑定と触法精神障害者処遇）【座談会】」季刊刑事弁護32号23-33頁（2002）
- 「弁護の視点から見た触法精神障害者問題と新法案の評価について」犯罪学雑誌69巻3号85-89頁（2003）
- 秋元波留夫,北潟谷仁「死刑と精神鑑定－オウム事件を素材として」季刊刑事弁護42号18-22頁（2005）
- 秋元波留夫,北潟谷仁「訴訟能力と精神鑑定－オウム事件を素材として」季刊刑事弁護47号91-97頁（2006）
- 「弁護活動と精神医学」日本弁護士連合会 編『日弁連研修叢書 現代法律実務の諸問題 平成16年版』（第一法規,2005） ISBN 4474019245
- 「刑事責任能力－鑑定と処遇の諸問題」日本弁護士連合会 編『日弁連研修叢書 現代法律実務の諸問題 平成16年版』（第一法規,2005） ISBN 4474019245
- 「刑事精神鑑定」日本弁護士連合会 編『日弁連研修叢書 現代法律実務の諸問題 平成17年版』（第一法規,2006） ISBN 4474019873
- 「精神鑑定と人権：精神鑑定と誤判・冤罪」松下正明 編『司法精神医学 2 刑事事件と精神鑑定』(中山書店,2006年) ISBN 4521672515
- 「弁護士からみた精神鑑定」松下正明 編『司法精神医学 6 鑑定例集』(中山書店,2006年) ISBN 4521672914
- 「弁護士から見た刑事精神鑑定」秋元波留夫『刑事精神鑑定講義』(創造出版,2006年) ISBN 4881583042[4]
- 「弁護の立場からみた精神鑑定(第1回日本司法精神医学会)－(シンポジウム 精神鑑定の現状と課題)」司法精神医学1巻1号74-78頁（2006）
- 「責任能力・訴訟能力・受刑能力」季刊刑事弁護49号137-141頁（2007）
- 北潟谷仁,浅田和茂,白取祐司[他]「討論 (ミニシンポジアム 訴訟能力)」法と精神医療22号29-37頁（2008）
- 「訴訟能力・死刑適応能力：刑事裁判と訴訟能力」中谷陽二 編『責任能力の現在：法と精神医学の交錯』（金剛出版,2009） ISBN 9784772410786
- 「精神障害と精神鑑定に関する基礎知識 (特集 ビギナーズ医療観察法)」季刊刑事弁護63号52-57頁（2010）
- 「逆行性健忘症をめぐるわが国の状況 (訴訟能力の研究(1)逆行性健忘症)」季刊刑事弁護63号164-167頁（2010）
- 「所沢事件における訴訟能力（訴訟能力の研究(3)自閉症）」季刊刑事弁護65号173-174頁（2011）
- 中谷陽二,北潟谷仁「池袋通り魔事件に関する最高裁判決をめぐって」季刊刑事弁護66号14-19頁（2011）
- 「心神喪失・耗弱および訴訟無能力と再審：とくに死刑との関連で」季刊刑事弁護75号97-100頁（2013）
- 「死刑と精神鑑定」法と精神医療30号25-35頁（2015）
- 「精神鑑定・情状鑑定・犯罪心理鑑定（上）：重罪事件の弁護のために」季刊刑事弁護90号134-143頁（2017）
- 「精神鑑定・情状鑑定・犯罪心理鑑定（下）：重罪事件の弁護のために」季刊刑事弁護91号110-117頁（2017）